# Beatriz Gascó Enríquez
Beatriz Gascó Enríquez (Castelló de la Plana, 21 de desembre de 1978) és una política valenciana, diputada a les Corts Valencianes en la IX legislatura.
És filla d'Antonio José Gascó Sidro, cronista oficial de Castelló de la Plana i crític d'art. És llicenciada en Humanitats per la Universitat Jaume I i ha fer diversos cursos d'aptituds pedagògiques. El 2003 treballà al diari Levante-EMV i de febrer a agost de 2015 fou redactora de l'Heraldo de Castellón. Militant del PPCV, de 2008 a 2012 en fou vicesecretària de Relacions Institucionals i vocal del comitè executiu provincial de Castelló. Des de 2012 és coordinadora i secretària executiva regional d'educació del PPCV.
De 2006 a 2007 fou coordinadora de l'àrea d'educació en el gabinet de premsa de la conselleria d'Educació de la Generalitat Valenciana.
A les eleccions municipals de 2007 i 2011 fou nomenada regidora d'Igualtat d'oportunitats, turisme i educació de l'ajuntament de Castelló de la Plana. de 2011 a 2012 fou Directora general d'Educació i Qualitat Educativa i de 2012 a 2015 Directora general d'Innovació, Ordenació i Política Lingüística de la Generalitat Valenciana.
Fou escollida diputada per Castelló a les eleccions a les Corts Valencianes de 2015 i actua com a portaveu en educació del Partit Popular.